# Дидвела
Дидвела (груз. დიდველა) — село в Грузии, в муниципалитете Багдати в крае Имеретия.

## География
Село расположено на Имеретинской равнине, на левом берегу реки Ханисскали. Высота центра над уровнем моря — 120 метров. Находится в 12 километрах от Багдати.

## Население
По данным на 2014 год в селе живёт 661 человек.
| Год переписи | Население | Мужчины | Женщины |
| ------------ | --------- | ------- | ------- |
| 2002         | 913       | 439     | 474     |
| 2014         | ▼661      | 325     | 336     |